# WeatherTech SportsCar Championship 2022
Navigation
Édition précédente Édition suivante
La saison 2022 du WeatherTech SportsCar Championship est la neuvième édition de cette compétition issue de la fusion des championnats American Le Mans Series et Rolex Sports Car Series.
Michelin reste partenaire de la mini série regroupant les quatre principales courses du championnat (24 Heures de Daytona, 12 Heures de Sebring, 6 Heures de Watkins Glen et Petit Le Mans) en lui donnant le nom de Michelin Endurance Cup.
Contrairement aux saisons précédentes, la catégorie GT Le Mans disparait des catégories de voitures participant au championnat. Elle a été remplacée par le GT Daytona Pro où un équipage professionnel peut prendre partie aux épreuves.

## Calendrier
| Rnd. | Course                            | Durée               | Classes                  | Circuit                        | Lieu          | État, Pays              | Date            |
| 1    | Rolex 24 at Daytona               | 24 heures           | Toutes                   | Daytona International Speedway | Daytona Beach | Floride, États-Unis     | 29 & 30 janvier |
| 2    | Mobil 1 Twelve Hours of Sebring   | 12 heures           | Toutes                   | Sebring International Raceway  | Sebring       | Floride, États-Unis     | 19 mars         |
| 3    | Grand Prix de Long Beach          | 1 heure 40 minutes  | DPi, GTD Pro & GTD       | Circuit urbain de Long Beach   | Long Beach    | Californie, États-Unis  | 9 avril         |
| 4    | Monterey Sports Car Championships | 2 heures 40 minutes | DPi, LMP2, GTD Pro & GTD | Circuit de Laguna Seca         | Monterey      | Californie, États-Unis  | 1er mai         |
| 5    | Sports Car Challenge at Mid-Ohio  | 2 heures 40 minutes | DPi, LMP2, LMP3 & GTD    | Mid-Ohio Sports Car Course     | Lexington     | Ohio, États-Unis        | 15 mai          |
| 6    | Detroit Grand Prix                | 1 heure 40 minutes  | DPi & GTD                | Circuit de Belle Isle          | Détroit       | Michigan, États-Unis    | 11 juin         |
| 7    | Sahlen's Six Hours of The Glen    | 6 heures            | Toutes                   | Watkins Glen International     | Watkins Glen  | New York, États-Unis    | 26 juin         |
| 8    | SportsCar Grand Prix              | 2 heures 40 minutes | DPi, LMP3, GTD Pro & GTD | Canadian Tire Motorsport Park  | Bowmanville   | Ontario, Canada         | 3 juillet       |
| 9    | Northeast Grand Prix              | 2 heures 40 minutes | GTD Pro & GTD            | Lime Rock Park                 | Lakeville     | Connecticut, États-Unis | 16 juillet      |
| 10   | Road America                      | 2 heures 40 minutes | Toutes                   | Road America                   | Elkhart Lake  | Wisconsin, États-Unis   | 7 août          |
| 11   | Michelin GT Challenge at VIR      | 2 heures 40 minutes | GTD Pro & GTD            | Virginia International Raceway | Alton         | Virginie, États-Unis    | 28 août         |
| 12   | Motul Petit Le Mans               | 10 heures           | Toutes                   | Road Atlanta                   | Braselton     | Géorgie, États-Unis     | 1er octobre     |

## Engagés

### DPi

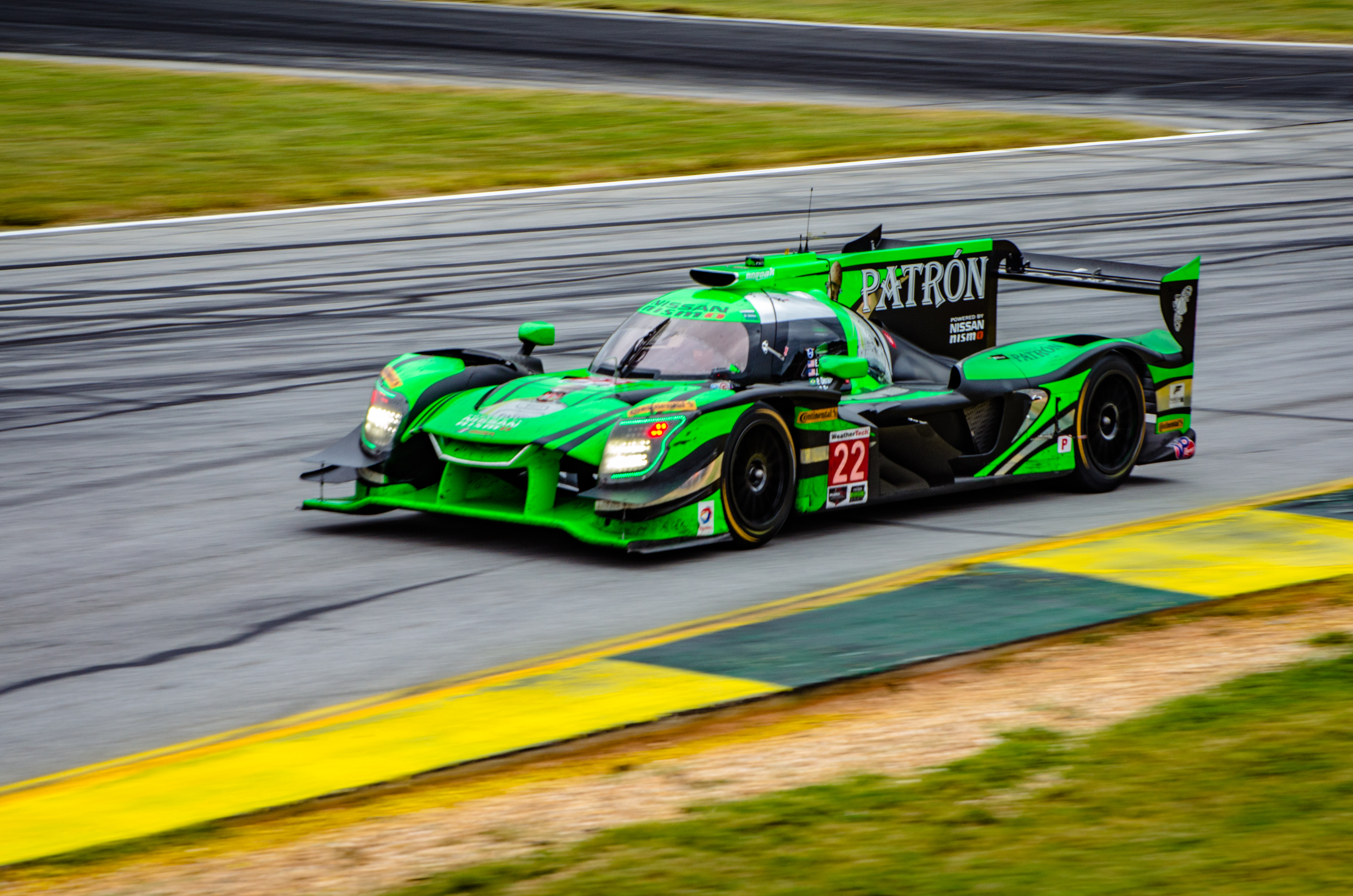
Nissan Onroak DPi

La classe DPi, répond à la réglementation Daytona Prototype International (DPi) ou les constructeurs automobiles utilisent un des châssis homologués par ACO et la FIA en LMP2 mais avec la possibilité de modifier la carrosserie et le moteur. Les zones de la carrosserie se situent au niveau de l'avant, des pontons et des ailes arrière et peuvent être modifiées sur le plan aérodynamique pour « coller » à l’esprit du constructeur.
La Balance des Performances (BOP) entre les DPi sera étudiée avec des essais en soufflerie. Les commissaires de l'IMSA testeront et vérifieront également les moteurs avec pour objectif une puissance de 600 ch et un niveau comparable de puissance et de couple.
Acura (Oreca), Mazda (Riley Technologies), Cadillac (Dallara) et Nissan (Onroak Automotive) ont développé des voitures répondant à cette réglementation.
Les pneus Michelin sont utilisés par toutes les voitures.
| No. | Pays                  | Équipe                                 | Voiture          | Pilotes                      | Pilotes                        | Pilotes                   | Pilotes                  |
| DPi | DPi                   | DPi                                    | DPi              | DPi                          | DPi                            | DPi                       | DPi                      |
| --- | --------------------- | -------------------------------------- | ---------------- | ---------------------------- | ------------------------------ | ------------------------- | ------------------------ |
| 01  |                       | Chip Ganassi Racing                    | Cadillac DPi-V.R | Sébastien Bourdais (toutes)  | Renger van der Zande (toutes)  | Scott Dixon (1)           | Álex Palou (1)           |
| 01  | Ryan Hunter-Reay (2)  | Chip Ganassi Racing                    | Cadillac DPi-V.R |                              |                                |                           |                          |
| 02  |                       | Chip Ganassi Racing                    | Cadillac DPi-V.R | Earl Bamber (toutes)         | Alex Lynn (toutes)             | Marcus Ericsson (1)       | Kevin Magnussen (1)      |
| 02  | Neel Jani (2)         | Chip Ganassi Racing                    | Cadillac DPi-V.R | Ryan Hunter-Reay (12)        |                                |                           |                          |
| 5   |                       | JDC-Mustang Sampling Racing            | Cadillac DPi-V.R | Tristan Vautier (toutes)     | Richard Westbrook (toutes)     | Loïc Duval (1–2, 7, 12)   | Ben Keating (1)          |
| 10  |                       | Wayne Taylor Racing                    | Acura ARX-05     | Filipe Albuquerque (toutes)  | Ricky Taylor (toutes)          | Will Stevens (1–2)        | Alexander Rossi (1)      |
| 10  | Brendon Hartley (12)  | Wayne Taylor Racing                    | Acura ARX-05     |                              |                                |                           |                          |
| 31  |                       | Whelen Engineering Racing              | Cadillac DPi-V.R | Pipo Derani (toutes)         | Tristan Nunez (1–5)            | Olivier Pla (6–8, 10, 12) | Mike Conway (1–2, 7, 12) |
| 48  |                       | Ally Cadillac Racing                   | Cadillac DPi-V.R | Kamui Kobayashi (1–2, 7, 12) | Mike Rockenfeller (1–2, 7, 12) | Jimmie Johnson (1, 7, 12) | José María López (1–2)   |
| 60  |                       | Meyer Shank Racing avec Curb Agajanian | Acura ARX-05     | Tom Blomqvist (toutes)       | Oliver Jarvis (toutes)         | Hélio Castroneves (1, 12) | Simon Pagenaud (1)       |
| 60  | Stoffel Vandoorne (2) | Meyer Shank Racing avec Curb Agajanian | Acura ARX-05     |                              |                                |                           |                          |

### LMP2

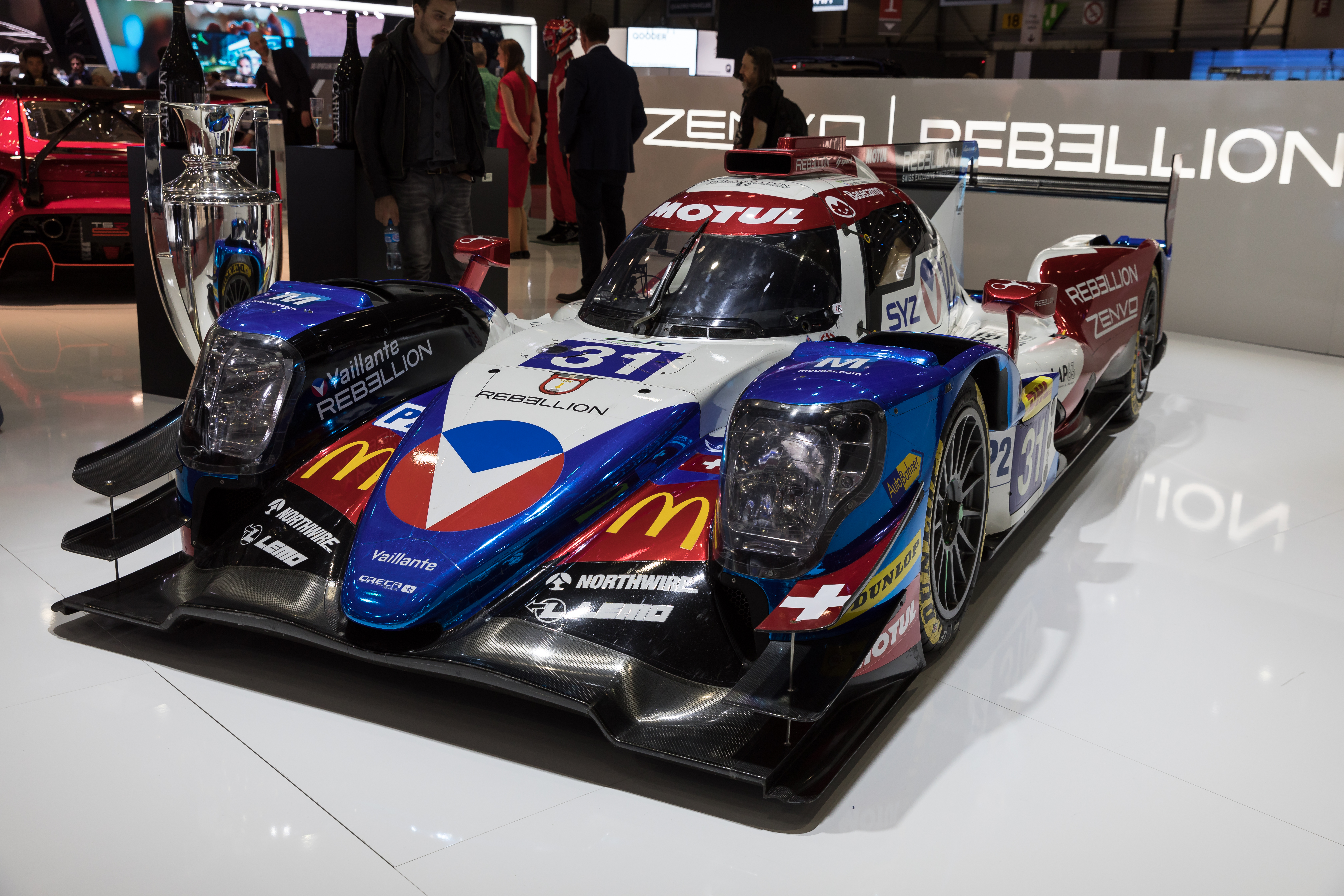
Oreca 07

La classe LMP2, est composée de voitures répondant à la réglementation LMP2 mise en place par l'ACO et la FIA pour le championnat du monde d'endurance FIA, c'est-à-dire un châssis Dallara, Ligier, Oreca ou Riley Technologies équipé d'un moteur V8 atmosphérique Gibson. Il n'y a pas de BOP dans cette catégorie.
Les pneus Michelin sont utilisés par toutes les voitures.
Cette classe étant une classe Pro-Am, chaque voiture ne doit pas être pilotée par plus de deux pilotes Platinium ou Or sur les courses d'endurance et doivent être pilotées par au moins un pilote Argent ou Bronze sur les autres courses. Le départ doit obligatoirement être pris par le pilote Bronze ou Argent.
| No.  | Pays                       | Équipe                            | Voiture  | Pilotes                                | Pilotes                            | Pilotes                         | Pilotes                |
| LMP2 | LMP2                       | LMP2                              | LMP2     | LMP2                                   | LMP2                               | LMP2                            | LMP2                   |
| ---- | -------------------------- | --------------------------------- | -------- | -------------------------------------- | ---------------------------------- | ------------------------------- | ---------------------- |
| 8    |                            | Tower Motorsport By Starworks     | Oreca 07 | John Farano (toutes)                   | Louis Delétraz (1–2, 4, 7, 10, 12) | Rui Andrade (1–2, 7, 12)        | Ferdinand Habsburg (1) |
| 8    | Will Stevens (5)           | Tower Motorsport By Starworks     | Oreca 07 |                                        |                                    |                                 |                        |
| 11   |                            | PR1/Mathiasen Motorsports         | Oreca 07 | Steven Thomas (toutes)                 | Jonathan Bomarito (1–2, 4–5, 7)    | Josh Pierson (1–2, 7, 12)       | Harry Tincknell (1)    |
| 11   | Tristan Nunez (10, 12)     | PR1/Mathiasen Motorsports         | Oreca 07 |                                        |                                    |                                 |                        |
| 18   |                            | Era Motorsport avec IDEC Sport    | Oreca 07 | Ryan Dalziel (toutes)                  | Dwight Merriman (toutes)           | Kyle Tilley (1–2, 7)            | Paul-Loup Chatin (1)   |
| 18   | Christian Rasmussen (12)   | Era Motorsport avec IDEC Sport    | Oreca 07 |                                        |                                    |                                 |                        |
| 20   |                            | High Class Racing                 | Oreca 07 | Dennis Andersen (toutes)               | Anders Fjordbach (1–2, 4–5, 7, 12) | Fabio Scherer (1–2, 7, 10, 12 ) | Nico Müller (1)        |
| 22   |                            | United Autosports                 | Oreca 07 | James McGuire (1–2)                    | Guy Smith (1–2)                    | Phil Hanson (1)                 | Will Owen (1)          |
| 22   | Duncan Tappy (2)           | United Autosports                 | Oreca 07 |                                        |                                    |                                 |                        |
| 29   |                            | Racing Team Nederland             | Oreca 07 | Frits van Eerd (1–2, 7)                | Giedo van der Garde (1–2, 7)       | Dylan Murry (1–2, 7)            | Rinus VeeKay (1)       |
| 52   |                            | PR1/Mathiasen Motorsports         | Oreca 07 | Scott Huffaker (1–2, 7, 12)            | Mikkel Jensen (1–2, 7, 12)         | Ben Keating (1–2, 7, 12)        | Nicolas Lapierre (1)   |
| 52   | Patrick Kelly (1–2, 7, 12) | PR1/Mathiasen Motorsports         | Oreca 07 | Josh Pierson (4–5, 10)                 |                                    |                                 |                        |
| 68   |                            | G-Drive Racing par APR            | Oreca 07 | François Hériau (1)                    | Ed Jones (1)                       | Oliver Rasmussen (1)            | René Rast (1)          |
| 69   | James Allen (1)            | G-Drive Racing par APR            | Oreca 07 | John Falb (1)                          | Luca Ghiotto (1)                   | Tijmen van der Helm (1)         |                        |
| 81   |                            | DragonSpeed – Atmofizer           | Oreca 07 | Devlin DeFrancesco (1)                 | Colton Herta (1)                   | Eric Lux (1)                    | Patricio O'Ward (1)    |
| 81   | DragonSpeed – 10 Star      | Henrik Hedman (2, 4–5, 7, 10, 12) | Oreca 07 | Juan Pablo Montoya (2, 4–5, 7, 10, 12) | Sebastián Montoya (2, 7, 12)       |                                 |                        |

### LMP3
La classe LMP3, est composée de voitures répondant à la réglementation LMP3 mise en place par l'ACO et la FIA pour des championnats tels que le WeatherTech SportsCar Championship, l'European Le Mans Series et l'Asian Le Mans Series c'est-à-dire un châssis Ligier, Duqueine Engineering, Ginetta ou ADESS AG (en) équipé d'un moteur Nissan VK56 5,6 l V8 Atmo. Il n'y a pas de BOP dans cette catégorie.
Les pneus Michelin sont utilisés par toutes les voitures.
| No.  | Pays                        | Équipe                               | Voiture            | Pilotes                             | Pilotes                          | Pilotes                          | Pilotes                    |
| LMP3 | LMP3                        | LMP3                                 | LMP3               | LMP3                                | LMP3                             | LMP3                             | LMP3                       |
| ---- | --------------------------- | ------------------------------------ | ------------------ | ----------------------------------- | -------------------------------- | -------------------------------- | -------------------------- |
| 6    |                             | Mühlner Motorsports America          | Duqueine M30 - D08 | Efrin Castro (1–2)                  | Moritz Kranz (1–2)               | Joel Miller (1)                  | Ayrton Ori (1)             |
| 6    | Ugo de Wilde (2, 7)         | Mühlner Motorsports America          | Duqueine M30 - D08 | Alec Udell (en) (2)                 | Harry Gottsacker (en) (2)        | Danny Formal (7)                 |                            |
| 6    | Dillon Machavern (7)        | Mühlner Motorsports America          | Duqueine M30 - D08 |                                     |                                  |                                  |                            |
| 7    |                             | Forty7 Motorsports                   | Duqueine M30 - D08 | Mark Kvamme (1–2)                   | Trenton Estep (en) (1)           | Antoine Doquin (1)               | Austin McCusker (1)        |
| 7    | Matthew Bell (2, 7–8)       | Forty7 Motorsports                   | Duqueine M30 - D08 | Anthony Mantella (2, 7–8)           | Wayne Boyd (7)                   |                                  |                            |
| 13   |                             | AWA                                  | Duqueine M30 - D08 | Orey Fidani (toutes)                | Kuno Wittmer (en) (1–2, 5)       | Lars Kern (1–2, 7, 12)           | Matthew Bell (1, 10, 12)   |
| 13   | Kyle Marcelli (en) (7–8)    | AWA                                  | Duqueine M30 - D08 |                                     |                                  |                                  |                            |
| 26   |                             | Mühlner Motorsports America          | Duqueine M30 - D08 | Charles Crews (1)                   | Cameron Shields (en) (1)         | Nolan Siegel (en) (1)            | Ugo de Wilde (1)           |
| 30   |                             | Jr III Racing                        | Ligier JS P320     | Ari Balough (2, 5, 7–8, 10, 12)     | Garett Grist (2, 5, 7–8, 10, 12) | Dakota Dickerson (2)             | Nolan Siegel (en) (7, 12)  |
| 33   |                             | Sean Creech Motorsport               | Ligier JS P320     | João Barbosa (toutes)               | Lance Willsey (1–2, 5, 7–8)      | Malthe Jakobsen (1–2, 7, 10, 12) | Sebastian Priaulx (en) (1) |
| 33   | Nico Pino (12)              | Sean Creech Motorsport               | Ligier JS P320     |                                     |                                  |                                  |                            |
| 36   |                             | Andretti Autosport                   | Ligier JS P320     | Jarett Andretti (en) (toutes)       | Gabby Chaves (toutes)            | Josh Burdon (en) (1–2, 7, 12)    | Rasmus Lindh (en) (1)      |
| 38   |                             | Performance Tech Motorsports         | Ligier JS P320     | Daniel Goldberg (1–2, 5, 7, 12)     | Hikaru Abe (1)                   | Garett Grist (1)                 | Nico Pino (1)              |
| 38   | Rasmus Lindh (en) (2, 5, 7) | Performance Tech Motorsports         | Ligier JS P320     | Cameron Shields (en) (2, 7, 10, 12) | James French (10)                | Tyler Maxson (12)                |                            |
| 40   |                             | FastMD Racing                        | Duqueine M30 - D08 | Max Hanratty (2, 7)                 | James Vance (2, 7)               | Todd Archer (2)                  | Nicolás Varrone (es) (7)   |
| 54   |                             | CORE Autosport                       | Ligier JS P320     | Jon Bennett (en) (toutes)           | Colin Braun (toutes)             | George Kurtz (1–2, 7, 12)        | Niclas Jönsson (1)         |
| 58   |                             | MLT Motorsports                      | Ligier JS P320     | Dakota Dickerson (5, 7, 10)         | Josh Sarchet (5, 7, 10)          | Tyler Maxson (7)                 |                            |
| 74   |                             | 74 Ranch Resort by Riley Motorsports | Ligier JS P320     | Gar Robinson (toutes)               | Felipe Fraga (1–2, 5, 7, 10, 12) | Kay van Berlo (1–2, 7, 12)       | Michael Cooper (1)         |
| 74   | Scott Andrews (de) (12)     | 74 Ranch Resort by Riley Motorsports | Ligier JS P320     |                                     |                                  |                                  |                            |
| 76   |                             | AWA                                  | Duqueine M30 - D08 | Kyle Marcelli (en) (12)             | Anthony Mantella (12)            | Josh Sarchet (12)                |                            |
| 90   |                             | JDC Miller Motorsports               | Duqueine M30 - D08 | Gerry Kraut (10)                    | Scott Andrews (de) (10)          |                                  |                            |

### GT Daytona Pro
La classe GT Daytona composée de voitures correspondant à la réglementation GT3 mise en place par la FIA,. Les constructeurs Aston Martin, Audi, Bentley, BMW, Callaway, Ferrari, Honda, Lamborghini, Lexus, McLaren, Mercedes, Nissan, et Porsche, ont des voitures qui répondent au règlement mis en place.
Une Balance des Performances (BOP) est mise en place par l'IMSA afin d'harmoniser les performances des voitures. Les pneus Michelin sont utilisés par toutes les voitures.
| No.     | Pays                 | Équipe                  | Voiture                      | Pilotes                      | Pilotes                     | Pilotes                  | Pilotes                   |
| GTD Pro | GTD Pro              | GTD Pro                 | GTD Pro                      | GTD Pro                      | GTD Pro                     | GTD Pro                  | GTD Pro                   |
| ------- | -------------------- | ----------------------- | ---------------------------- | ---------------------------- | --------------------------- | ------------------------ | ------------------------- |
| 2       |                      | KCMG                    | Porsche 911 GT3 R            | Dennis Olsen (1)             | Patrick Pilet (1)           | Alexandre Imperatori (1) | Laurens Vanthoor (1)      |
| 3       |                      | Corvette Racing         | Cherolet Corvette C8.R       | Antonio García (toutes)      | Jordan Taylor (toutes)      | Nicky Catsburg (1–2, 12) |                           |
| 4       |                      | Corvette Racing         | Cherolet Corvette C8.R       | Tommy Milner (1)             | Marco Sørensen (1)          | Nick Tandy (1)           |                           |
| 9       |                      | Pfaff Motorsports       | Porsche 911 GT3 R            | Matt Campbell (toutes)       | Mathieu Jaminet (toutes)    | Felipe Nasr (1–2, 12)    |                           |
| 14      |                      | Vasser-Sullivan Racing  | Lexus RC F GT3               | Ben Barnicoat (toutes)       | Jack Hawksworth (1–4, 9–12) | Kyle Kirkwood (1, 7, 12) | Aaron Telitz (2)          |
| 14      | Kamui Kobayashi (10) | Vasser-Sullivan Racing  | Lexus RC F GT3               |                              |                             |                          |                           |
| 15      |                      | WeatherTech Racing      | Mercedes-AMG GT3 Evo         | Patrick Assenheimer (de) (1) | Austin Cindric (1)          | Dirk Müller (1)          |                           |
| 17      |                      | Vasser-Sullivan Racing  | Lexus RC F GT3               | Jack Hawksworth (5)          | Richard Heistand (de) (5)   | Ben Barnicoat (6)        | Kyle Kirkwood (6)         |
| 23      |                      | Heart of Racing Team    | Aston Martin Vantage AMR GT3 | Ross Gunn (toutes)           | Alex Riberas (toutes)       | Maxime Martin (1–2)      | Tom Gamble (12)           |
| 24      |                      | BMW Team RLL            | BMW M4 GT3                   | Philipp Eng (1–2)            | Marco Wittmann (1–2)        | Nick Yelloly (1–2)       | Sheldon van der Linde (1) |
| 25      |                      | BMW Team RLL            | BMW M4 GT3                   | Connor De Phillippi (toutes) | John Edwards (toutes)       | Augusto Farfus (1–2, 7)  | Jesse Krohn (1)           |
| 62      |                      | Risi Competizione       | Ferrari 488 GT3 2020         | Davide Rigon (1–2, 7, 12)    | Daniel Serra (1–2, 7, 12)   | James Calado (1, 12)     | Alessandro Pier Guidi (1) |
| 62      | Eddie Cheever (2)    | Risi Competizione       | Ferrari 488 GT3 2020         |                              |                             |                          |                           |
| 63      |                      | TR3 Racing              | Lamborghini Huracán GT3 Evo  | Mirko Bortolotti (1–2)       | Andrea Caldarelli (1–2)     | Marco Mapelli (en) (1–2) | Rolf Ineichen (1)         |
| 79      |                      | WeatherTech Racing,     | Porsche 911 GT3 R            | Julien Andlauer (1–2)        | Cooper MacNeil (1–2)        | Alessio Picariello (1–2) | Matteo Cairoli (1)        |
| 79      | Mercedes-AMG GT3 Evo | WeatherTech Racing,     | Cooper MacNeil (3–4, 7)      | Raffaele Marciello (3)       | Daniel Juncadella (4)       | Mikaël Grenier(7, 12)    |                           |
| 79      | Mercedes-AMG GT3 Evo | WeatherTech Racing,     | Maro Engel (7)               | Maximilian Buhk (7)          | Maximilian Götz (12)        |                          |                           |
| 93      |                      | Racers Edge Motorsports | Acura NSX GT3 Evo 22         | Ashton Harrison (2)          | Tom Long (2)                | Kyle Marcelli (en) (2)   |                           |
| 97      |                      | WeatherTech Racing      | Mercedes-AMG GT3 Evo         | Maro Engel (1–2)             | Jules Gounon (1–2)          | Cooper MacNeil (1–2)     | Daniel Juncadella (1)     |

### GT Daytona
La classe GT Daytona composée de voitures correspondant à la réglementation GT3 mise en place par la FIA,. Les constructeurs Aston Martin, Audi, Bentley, BMW, Callaway, Ferrari, Honda, Lamborghini, Lexus, McLaren, Mercedes, Nissan, et Porsche, ont des voitures qui répondent au règlement mis en place.
Une Balance des Performances (BOP) est mise en place par l'IMSA afin d'harmoniser les performances des voitures. Les pneus Michelin sont utilisés par toutes les voitures.
Cette classe étant une classe Pro-Am, chaque voiture ne doit pas être pilotée par plus de deux pilotes Platinium ou Or sur les courses d'endurance et doivent être pilotées par au moins un pilote Argent ou Bronze sur les autres courses. Le départ doit obligatoirement être pris par le pilote Bronze ou Argent.
| No. | Pays                          | Équipe                                    | Voiture                      | Pilotes                                 | Pilotes                            | Pilotes                         | Pilotes                      |
| GTD | GTD                           | GTD                                       | GTD                          | GTD                                     | GTD                                | GTD                             | GTD                          |
| --- | ----------------------------- | ----------------------------------------- | ---------------------------- | --------------------------------------- | ---------------------------------- | ------------------------------- | ---------------------------- |
| 1   |                               | Paul Miller Racing                        | BMW M4 GT3                   | Bryan Sellers (2–12)                    | Madison Snow (2–12)                | Erik Johansson (2, 7, 12)       |                              |
| 12  |                               | Vasser-Sullivan Racing                    | Lexus RC F GT3               | Frankie Montecalvo (toutes)             | Richard Heistand (de) (1–2, 7, 12) | Aaron Telitz (1, 3–12)          | Townsend Bell (1)            |
| 12  | Scott Andrews (de) (2)        | Vasser-Sullivan Racing                    | Lexus RC F GT3               |                                         |                                    |                                 |                              |
| 16  |                               | Wright Motorsports                        | Porsche 911 GT3 R            | Ryan Hardwick (1–7, 9–12)               | Jan Heylen (1–7, 9–12)             | Zacharie Robichon (1–2, 7, 12)  | Richard Lietz (1)            |
| 19  |                               | TR3 Racing                                | Lamborghini Huracán GT3 Evo  | Giacomo Altoè (en) (1)                  | John Megrue (1)                    | Jeff Segal (1)                  | Bill Sweedler (de) (1)       |
| 21  |                               | AF Corse                                  | Ferrari 488 GT3 2020         | Simon Mann (1–2, 7, 12)                 | Luís Pérez Companc (1–2, 7, 12)    | Toni Vilander (1–2, 7, 12)      | Nicklas Nielsen (1)          |
| 27  |                               | Heart of Racing Team                      | Aston Martin Vantage AMR GT3 | Roman De Angelis (en) (toutes)          | Ian James (1–2, 7, 12)             | Tom Gamble (1–2)                | Darren Turner (1)            |
| 27  | Maxime Martin (3–5, 7–12)     | Heart of Racing Team                      | Aston Martin Vantage AMR GT3 | Ross Gunn (6)                           |                                    |                                 |                              |
| 28  |                               | Alegra Motorsports                        | Mercedes-AMG GT3 Evo         | Daniel Morad (1–2, 4)                   | Michael de Quesada (1–2, 4)        | Maximilian Götz (1–2)           | Linus Lundqvist (1)          |
| 32  |                               | Gilbert / Korthoff Motorsports,.          | Mercedes-AMG GT3 Evo         | Stevan McAleer (en) (1–7, 9–12)         | Mike Skeen (en) (1–3, 5–7, 9–12)   | Scott Andrews (de) (1)          | James Davison (1)            |
| 32  | Daniel Juncadella (2)         | Gilbert / Korthoff Motorsports,.          | Mercedes-AMG GT3 Evo         | Dirk Müller (4, 7, 12)                  |                                    |                                 |                              |
| 34  |                               | GMG Racing                                | Porsche 911 GT3 R            | James Sofronas (en) (1, 3–4)            | Kyle Washington (1, 3–4)           | Klaus Bachler (1)               | Jeroen Bleekemolen (1)       |
| 39  |                               | CarBahn Motorsports avec Peregrine Racing | Lamborghini Huracán GT3 Evo  | Robert Megennis (1–7, 9–12)             | Jeff Westphal (1–7, 9–12)          | Corey Lewis (1–2, 7, 12)        | Sandy Mitchell (en) (1)      |
| 42  |                               | NTe Sport                                 | Lamborghini Huracán GT3 Evo  | Jaden Conwright (de) (1–2, 4, 7, 10–12) | Don Yount (1–2, 7, 12)             | Benjamín Hites (es) (1)         | Markus Palttala (1)          |
| 42  | Mateo Llarena (es) (2)        | NTe Sport                                 | Lamborghini Huracán GT3 Evo  | Marco Holzer (4, 7, 10–12)              |                                    |                                 |                              |
| 44  |                               | Magnus Racing AMR                         | Aston Martin Vantage AMR GT3 | Andy Lally (1–2, 7, 11–12)              | John Potter (1–2, 7, 11–12)        | Spencer Pumpelly (1–2, 7, 12)   | Jonathan Adam (1)            |
| 47  |                               | Cetilar Racing                            | Ferrari 488 GT3 2020         | Roberto Lacorte (1–2, 7, 12)            | Giorgio Sernagiotto (1–2, 7, 12)   | Antonio Fuoco (1–2, 7)          | Alessio Rovera (1)           |
| 47  | Ulysse de Pauw (et) (12)      | Cetilar Racing                            | Ferrari 488 GT3 2020         |                                         |                                    |                                 |                              |
| 51  |                               | Rick Ware Racing                          | Acura NSX GT3 Evo 22         | Ryan Eversley (en) (3–6, 8–11)          | Aidan Read (3–6, 8–11)             |                                 |                              |
| 57  |                               | Winward Racing                            | Mercedes-AMG GT3 Evo         | Philip Ellis (toutes)                   | Russell Ward (en) (toutes)         | Lucas Auer (1)                  | Mikaël Grenier (1)           |
| 57  | Marvin Dienst (en) (2, 7, 12) | Winward Racing                            | Mercedes-AMG GT3 Evo         |                                         |                                    |                                 |                              |
| 59  |                               | Crucial Motorsports                       | McLaren 720S GT3             | Paul Holton (1–3, 7)                    | Jon Miller (1–3, 7)                | Patrick Gallagher (en) (1–2, 7) | Lance Bergstein (1)          |
| 64  |                               | Team TGM                                  | Porsche 911 GT3 R            | Ted Giovanis (1)                        | Hugh Plumb (1)                     | Matt Plumb (en) (1)             | Owen Trinkler (1)            |
| 66  |                               | Gradient Racing                           | Acura NSX GT3 Evo 22         | Mario Farnbacher (1–3, 7, 12)           | Till Bechtolsheimer (1–2, 7, 12)   | Kyffin Simpson (1–2, 7, 12)     | Marc Miller (en) (1, 3)      |
| 70  |                               | Inception Racing avec Optimum Motorsport  | McLaren 720S GT3             | Brendan Iribe (1–5, 7, 12)              | Jordan Pepper (1–2, 5, 7, 12)      | Ollie Millroy (1–2, 7)          | Frederik Schandorff (1, 3–4) |
| 70  | Sebastian Priaulx (en) (12)   | Inception Racing avec Optimum Motorsport  | McLaren 720S GT3             |                                         |                                    |                                 |                              |
| 71  |                               | T3 Motorsport North America               | Lamborghini Huracán GT3 Evo  | Misha Goikhberg (1)                     | Mateo Llarena (es) (1)             | Maximilian Paul (nl) (1)        | Franck Perera (1)            |
| 75  |                               | SunEnergy1 Racing                         | Mercedes-AMG GT3 Evo         | Fabian Schiller (en) (1)                | Kenny Habul (1)                    | Raffaele Marciello (1)          | Luca Stolz (en) (1)          |
| 79  |                               | WeatherTech Racing                        | Mercedes-AMG GT3 Evo         | Cooper MacNeil (9–11)                   | Jules Gounon (9, 11)               | Daniel Juncadella (11)          |                              |
| 96  |                               | Turner Motorsport                         | BMW M4 GT3                   | Bill Auberlen (toutes)                  | Robby Foley (toutes)               | Michael Dinan (1–2, 7, 12)      | Jens Klingmann (1)           |
| 98  |                               | Northwest AMR                             | Aston Martin Vantage AMR GT3 | Paul Dalla Lana (1)                     | Charlie Eastwood (1)               | David Pittard (1)               | Nicki Thiim (1)              |
| 99  |                               | Team Hardpoint                            | Porsche 911 GT3 R            | Rob Ferriol (1–4, 7, 11–12)             | Katherine Legge (1–4, 7, 11–12)    | Stefan Wilson (1–2, 7)          | Nick Boulle (1, 12)          |

## Résumé

### 24 Heures de Daytona

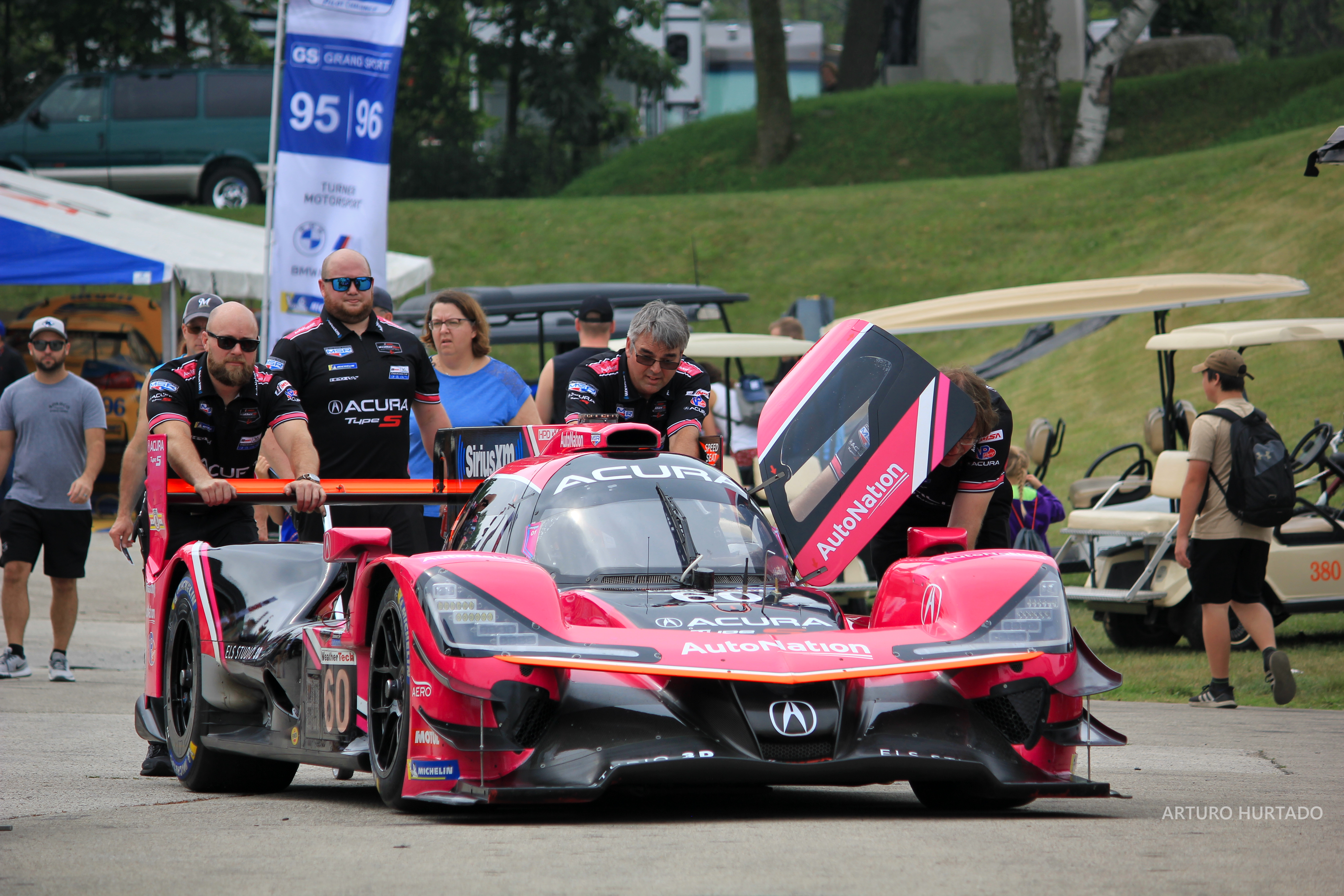
Acura ARX-05 de l'écurie Meyer Shank Racing

La catégorie DPi et le classement général des 24 Heures de Daytona ont été remportés par l'Acura ARX-05 de l'écurie américaine Meyer Shank Racing avec Curb Agajanian et pilotée par Tom Blomqvist, Hélio Castroneves, Oliver Jarvis et Simon Pagenaud.
La catégorie LMP2 ont été remportés par l'Oreca 07 de l'écurie américaine DragonSpeed USA et pilotée par Devlin DeFrancesco, Colton Herta, Eric Lux et Pato O'Ward.
La catégorie LMP3 ont été remportés par la Ligier JS P320 de l'écurie américaine Riley Motorsports et pilotée par Kay van Berlo, Michael Cooper (en), Felipe Fraga et Gar Robinson.
La catégorie GTD Pro a été remportée par la Porsche 911 GT3 R de l'écurie canadienne Pfaff Motorsports et pilotée par Matt Campbell, Mathieu Jaminetet Felipe Nasr.
La catégorie GTD a été remportée par la Porsche 911 GT3 R de l'écurie américaine Wright Motorsports et pilotée par Ryan Hardwick, Jan Heylen, Richard Lietz et Zacharie Robichon.

### 12 Heures de Sebring

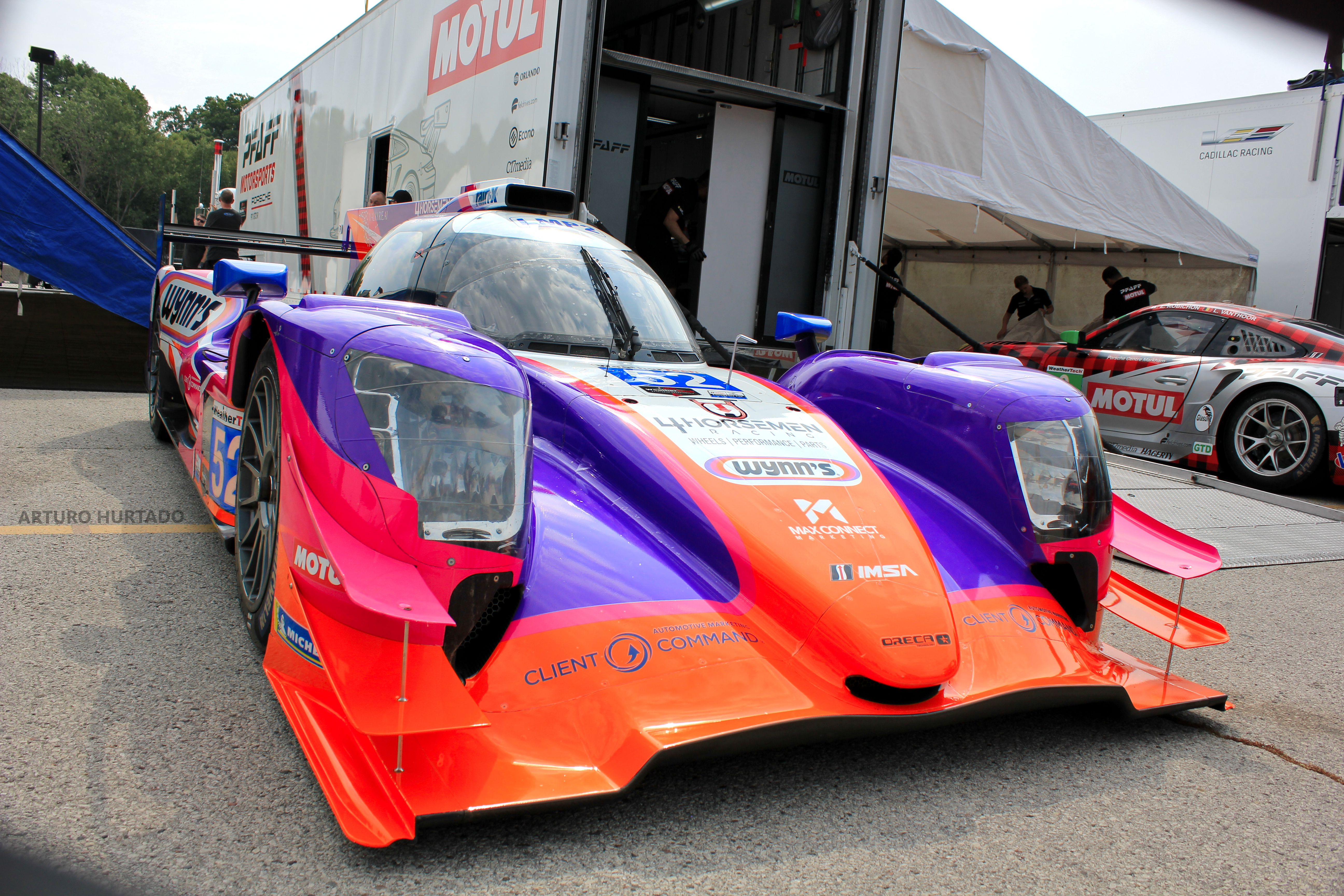
Oreca 07 de l'écurie américaine PR1/Mathiasen Motorsports

La catégorie DPi et le classement général des 12 Heures de Sebring ont été remportés par la Cadillac DPi-V.R de l'écurie américaine Cadillac Racing et pilotée par Earl Bamber, Neel Jani et Alex Lynn.
La catégorie LMP2 ont été remportés par l'Oreca 07 de l'écurie américaine PR1/Mathiasen Motorsports et pilotée par Scott Huffaker, Mikkel Jensen et Ben Keating.
La catégorie LMP3 ont été remportés par la Ligier JS P320 de l'écurie américaine Sean Creech Motorsport et pilotée par João Barbosa, Malthe Jakobsen et Lance Willsey.
La catégorie GTD Pro a été remportée par la Chevrolet Corvette C8.R GTD de l'écurie américaine Corvette Racing et pilotée par Nicky Catsburg, Antonio García et Jordan Taylor.
La catégorie GTD a été remportée par la Ferrari 488 GT3 Evo 2020 de l'écurie italienne Cetilar Racing et pilotée par Antonio Fuoco, Roberto Lacorte et Giorgio Sernagiotto.

### Grand Prix automobile de Long Beach
La catégorie DPi et le classement général du Grand Prix automobile de Long Beach ont été remportés par la Cadillac DPi-V.R de l'écurie américaine Cadillac Racing et pilotée par Sébastien Bourdais et Renger van der Zande.
La catégorie GTD Pro a été remportée par l'Aston Martin Vantage AMR GT3 de l'écurie américaine Heart of Racing Team et pilotée par Ross Gunn et Alex Riberas.
La catégorie GTD a été remportée par la BMW M4 GT3 de l'écurie italienne Paul Miller Racing et pilotée par Bryan Sellers et Madison Snow.

### Monterey Grand Prix

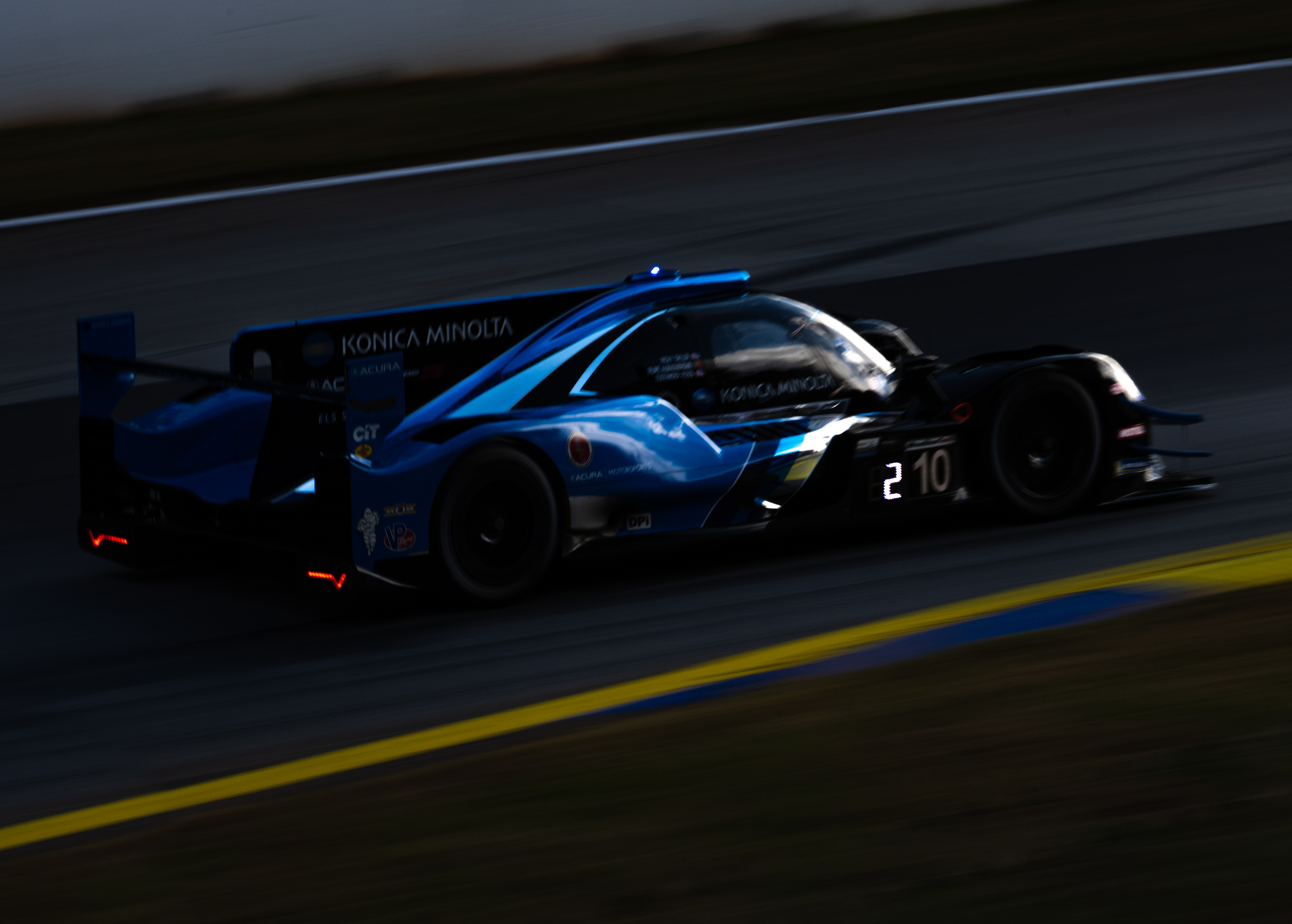
l'Acura ARX-05 no 10 de l'écurie américaine Konica Minolta Acura

La catégorie DPi et le classement général des Monterey Grand Prix ont été remportés par l'Acura ARX-05 de l'écurie américaine Konica Minolta Acura et pilotée par Filipe Albuquerque et Ricky Taylor.
La catégorie LMP2 ont été remportés par l'Oreca 07 de l'écurie américaine Tower Motorsport et pilotée par Louis Delétraz et John Farano.
La catégorie GTD Pro a été remportée par la Porsche 911 GT3 R de l'écurie canadienne Pfaff Motorsports et pilotée par Matt Campbell et Mathieu Jaminet.
La catégorie GTD a été remportée par la Porsche 911 GT3 R de l'écurie américaine Wright Motorsports et pilotée par Ryan Hardwick et Jan Heylen.

## Résultats
Les vainqueurs du classement général de chaque manche sont inscrits en caractères gras.
| Numéro | Course       | Daytona Prototype International (DPi)                        | Le Mans Prototype 2 (LMP2)                               | Le Mans Prototype 3 (LMP3)                             | GT Daytona (Pro)                             | GT Daytona                                               | Résultats |
| Numéro | Course       | Écurie victorieuse                                           | Écurie victorieuse                                       | Écurie victorieuse                                     | Écurie victorieuse                           | Écurie victorieuse                                       | Résultats |
| Numéro | Course       | Pilotes victorieux                                           | Pilotes victorieux                                       | Pilotes victorieux                                     | Pilotes victorieux                           | Pilotes victorieux                                       | Résultats |
| ------ | ------------ | ------------------------------------------------------------ | -------------------------------------------------------- | ------------------------------------------------------ | -------------------------------------------- | -------------------------------------------------------- | --------- |
| QR     | Daytona      | no 10 Wayne Taylor Racing                                    | no 52 PR1/Mathiasen Motorsports                          | no 36 Andretti Autosport                               | no 63 TR3 Racing                             | no 57 Winward Racing                                     | Résultats |
| QR     | Daytona      | Filipe Albuquerque Ricky Taylor                              | Mikkel Jensen Ben Keating                                | Jarett Andretti Josh Burdon                            | Mirko Bortolotti Andrea Caldarelli           | Lucas Auer Russell Ward                                  | Résultats |
| 1      | Daytona      | no 60 Meyer Shank Racing avec Curb Agajanian                 | no 81 DragonSpeed USA                                    | no 74 74 Ranch Resort by Riley Motorsports             | no 9 Pfaff Motorsports                       | no 16 Wright Motorsports                                 | Résultats |
| 1      | Daytona      | Tom Blomqvist Oliver Jarvis Hélio Castroneves Simon Pagenaud | Devlin DeFrancesco Colton Herta Eric Lux Patricio O'Ward | Felipe Fraga Gar Robinson Kay van Berlo Michael Cooper | Matt Campbell Mathieu Jaminet Felipe Nasr    | Ryan Hardwick Jan Heylen Zacharie Robichon Richard Lietz | Résultats |
| 2      | Sebring      | no 02 Cadillac Racing                                        | no 52 PR1/Mathiasen Motorsports                          | no 33 Sean Creech Motorsport                           | no 3 Corvette Racing                         | no 47 Cetilar Racing                                     | Résultats |
| 2      | Sebring      | Earl Bamber Alex Lynn Neel Jani                              | Scott Huffaker Mikkel Jensen Ben Keating                 | João Barbosa Malthe Jakobsen Lance Willsey             | Nicky Catsburg Corvette Racing Jordan Taylor | Antonio Fuoco Roberto Lacorte Giorgio Sernagiotto        | Résultats |
| 3      | Long Beach   | no 01 Cadillac Racing                                        | N'y participent pas                                      | N'y participent pas                                    | no 23 Heart of Racing Team                   | no 1 Paul Miller Racing                                  | Résultats |
| 3      | Long Beach   | Sébastien Bourdais Renger van der Zande                      | N'y participent pas                                      | N'y participent pas                                    | Ross Gunn Alex Riberas                       | Bryan Sellers Madison Snow                               | Résultats |
| 4      | Laguna Seca  | no 10 Konica Minolta Acura                                   | no 8 Tower Motorsport                                    | N'y participent pas                                    | no 9 Pfaff Motorsports                       | no 16 Wright Motorsports                                 | Résultats |
| 4      | Laguna Seca  | Filipe Albuquerque Ricky Taylor                              | Louis Delétraz John Farano                               | N'y participent pas                                    | Matt Campbell Mathieu Jaminet                | Ryan Hardwick Jan Heylen                                 | Résultats |
| 5      | Mid-Ohio     | no 10 Konica Minolta Acura                                   | no 81 DragonSpeed USA                                    | no 54 CORE Autosport                                   | N'y participent pas                          | no 96 Turner Motorsport                                  | Résultats |
| 5      | Mid-Ohio     | Filipe Albuquerque Ricky Taylor                              | Henrik Hedman Juan Pablo Montoya                         | Jon Bennett (en) Colin Braun                           | N'y participent pas                          | Bill Auberlen Robby Foley                                | Résultats |
| 6      | Belle Isle   | no 01 Cadillac Racing                                        | N'y participent pas                                      | N'y participent pas                                    | N'y participent pas                          | no 17 Vasser-Sullivan Racing                             | Résultats |
| 6      | Belle Isle   | Sébastien Bourdais Renger van der Zande                      | N'y participent pas                                      | N'y participent pas                                    | N'y participent pas                          | Ben Barnicoat Kyle Kirkwood                              | Résultats |
| 7      | Watkins Glen | no 10 Konica Minolta Acura                                   | no 52 PR1/Mathiasen Motorsports                          | no 74 74 Ranch Resort by Riley Motorsports             | no 23 Heart of Racing Team                   | no 27 Heart of Racing Team                               | Résultats |
| 7      | Watkins Glen | Filipe Albuquerque Ricky Taylor                              | Scott Huffaker Mikkel Jensen Ben Keating                 | Felipe Fraga Gar Robinson Kay van Berlo                | Ross Gunn Alex Riberas                       | Roman De Angelis Maxime Martin Ian James                 | Résultats |
| 8      | Mosport      | no 01 Cadillac Racing                                        | N'y participent pas                                      | no 54 CORE Autosport                                   | no 9 Pfaff Motorsports                       | no 27 Heart of Racing Team                               | Résultats |
| 8      | Mosport      | Sébastien Bourdais Renger van der Zande                      | N'y participent pas                                      | Jon Bennett (en) Colin Braun                           | Matt Campbell Mathieu Jaminet                | Roman De Angelis (en) Maxime Martin                      | Résultats |
| 9      | Lime Rock    | N'y participent pas                                          | N'y participent pas                                      | N'y participent pas                                    | no 9 Pfaff Motorsports                       | no 1 Paul Miller Racing                                  | Résultats |
| 9      | Lime Rock    | N'y participent pas                                          | N'y participent pas                                      | N'y participent pas                                    | Matt Campbell Mathieu Jaminet                | Bryan Sellers Madison Snow                               | Résultats |
| 8      | Road America | no 10 Konica Minolta Acura                                   | no 18 Era Motorsport                                     | no 74 Riley Motorsports                                | no 14 Vasser-Sullivan Racing                 | no 57 Winward Racing                                     | Résultats |
| 8      | Road America | Filipe Albuquerque Ricky Taylor                              | Ryan Dalziel Dwight Merriman                             | Felipe Fraga Gar Robinson                              | Jack Hawksworth Ben Barnicoat                | Philip Ellis Russell Ward (en)                           | Résultats |
| 9      | VIR          | N'y participent pas                                          | N'y participent pas                                      | N'y participent pas                                    | no 9 Pfaff Motorsports                       | no 57 Winward Racing                                     | Résultats |
| 9      | VIR          | N'y participent pas                                          | N'y participent pas                                      | N'y participent pas                                    | Matt Campbell Mathieu Jaminet                | Philip Ellis Russell Ward (en)                           | Résultats |
| 12     | Road Atlanta | no 60 Meyer Shank Racing avec Curb Agajanian                 | no 8 Tower Motorsport                                    | no 36 Andretti Autosport                               | no 14 Vasser-Sullivan Racing                 | no 66 Gradient Racing                                    | Résultats |
| 12     | Road Atlanta | Tom Blomqvist Oliver Jarvis Helio Castroneves                | Rui Andrade Louis Delétraz John Farano                   | Jarett Andretti (en) Josh Burdon (en) Gabby Chaves     | Jack Hawksworth Kyle Kirkwood Ben Barnicoat  | Kyffin Simpson Till Bechtolsheimer Mario Farnbacher      | Résultats |

## Classement

### Attribution des points
Les points du championnat sont attribués dans chaque classe à l'arrivée de chaque épreuve. Les points sont alloués après les qualifications et la course en fonction des positions d'arrivée indiquées dans le tableau ci-dessous.
| Position       | 1   | 2   | 3   | 4   | 5   | 6   | 7   | 8   | 9   | 10  | 11  | 12  | 13  | 14  | 15  | 16  | 17  | 18  | 19  | 20  | 21  | 22 | 23 | 24 | 25 | 26 | 27 | 28 | 29 | 30+ |
| -------------- | --- | --- | --- | --- | --- | --- | --- | --- | --- | --- | --- | --- | --- | --- | --- | --- | --- | --- | --- | --- | --- | -- | -- | -- | -- | -- | -- | -- | -- | --- |
| Qualifications | 35  | 32  | 30  | 28  | 26  | 25  | 24  | 23  | 22  | 21  | 20  | 19  | 18  | 17  | 16  | 15  | 14  | 13  | 12  | 11  | 10  | 9  | 8  | 7  | 6  | 5  | 4  | 3  | 2  | 1   |
| Course         | 350 | 320 | 300 | 280 | 260 | 250 | 240 | 230 | 220 | 210 | 200 | 190 | 180 | 170 | 160 | 150 | 140 | 130 | 120 | 110 | 100 | 90 | 80 | 70 | 60 | 50 | 40 | 30 | 20 | 10  |

Points des pilotes
Des points sont attribués dans chaque classe à la fin de chaque épreuve.
Points des équipes
Les points des équipes sont calculés exactement de la même manière que les points des pilotes en utilisant le tableau de répartition des points. Chaque voiture inscrite est considérée comme sa propre "équipe", qu'il s'agisse d'une seule entrée ou d'une partie d'une équipe engageant deux voitures.
Points des constructeurs
Il existe également un championnat de constructeurs qui utilisent le même tableau de répartition des points pour toute la saison. Les championnats constructeurs reconnus par l'IMSA sont les suivants:
Daytona Prototype International (DPi) : Constructeur de châssis et de moteur
GT Daytona Pro (GTD Pro) : Constructeur automobile
GT Daytona (GTD) : Constructeur automobile
Chaque constructeur reçoit des points d'arrivée pour sa voiture la mieux classée dans chaque catégorie. Les positions des voitures suivantes provenant du même constructeur ne sont pas prises en compte, et tous les autres constructeurs montent dans le classement.
Exemple: Le constructeur A termine 1er et 2e lors d'un événement, et le constructeur B termine troisième. Le constructeur A reçoit 35 points de première place tandis que le constructeur B obtient 32 points de deuxième place.
Coupe d'Endurance d'Amérique du Nord
Le système de points de la Coupe d'Endurance d'Amérique du Nord est différent du système de points normal. Les points sont attribués selon un barème 5-4-3-2 que ce soit pour les pilotes, les équipes et les constructeurs. Ces points sont attribués de la façon suivante :
Daytona : Après 6h de course, 12h de course, 18h de course et à l'arrivée.
Sebring : Après 4h de course, 8h de course et à l'arrivée.
Watkins Glen : près 3h de course et à l'arrivée.
Petit Le Mans : Après 4h de course, 8h de course et à l'arrivée.